# Пиренн, Анри
Анри́ Пире́нн (фр. Henri Pirenne; 23 декабря 1862 года, Вервье — 24 октября 1935 года, Уккел) — бельгийский историк.
Специалист по экономической истории западноевропейского Средневековья (особенно по истории городов).
Происходил из семьи промышленников в франкоязычной Бельгии.
Его учителями в Льежском университете были Готфрид Курт и Поль Фредерик. В 1886—1930 годах профессор и в 1918—1921 годах ректор Гентского университета. За участие в ненасильственном сопротивлении оккупации в Первую мировую войну подвергался арестам и в 1916 году был отправлен в немецкий лагерь для интернированных. Его сын погиб в битве в 1914 году.
Член Бельгийской королевской академии наук, литературы и изящных искусств. Иностранный член-корреспондент Российской академии наук (1918; с 1925 года — АН СССР). Член-корреспондент Британской академии (1921). Член-корреспондент Американской академии медиевистики (1927).
Изображен на бельгийской почтовой марке 1963 года.
В своём главном труде «Магомет и Карл Великий» высказал тезис, известный теперь как «тезис Пиренна», о том, что культурное и экономическое единство античного Средиземноморья было разрушено не в результате Великого переселения народов, а под влиянием исламской экспансии VII — начала VIII веков.

## Главные труды
- История Бельгии[англ.] (в 7 томах)
  - Советское издание первых томов «Истории Бельгии»: Пиренн А. Средневековые города Бельгии. — М.: Соцэкгиз, 1937. — 555 с.
  - Российское издание первых томов «Истории Бельгии»: Пиренн А. Средневековые города Бельгии. — СПб.: Издательская группа «Евразия», 2001.
  - Советское издание тт. III и IV «Истории Бельгии»: Пиренн А. Нидерландская революция. — М.: Соцэкгиз, 1937. — 574 с.
- Пиренн А. Магомет и Карл Великий. Архивная копия от 31 мая 2013 на Wayback Machine
  - В России издан в 2011 году издательством «Центрполиграф» (М.) под названием: Пиренн А. Империя Карла Великого и Арабский халифат. Конец античного мира. — ISBN 978-5-9524-4969-5.
- Пиренн А. Города Средневековья; эссе экономической и социальной истории.
  - Советское издание: Пиренн А. Средневековые города и возрождение торговли. / Пер. с англ. и предисл. С. И. Архангельского. — Горький: Горьковский педагогический институт, 1941. — 126 с.